# Oenoptila nigrilineata
Oenoptila nigrilineata är en fjärilsart som beskrevs av W. Warren 1895. Oenoptila nigrilineata ingår i släktet Oenoptila och familjen mätare. Inga underarter finns listade i Catalogue of Life.